# Ljudmila Sergeevna Glazova
Ljudmila Sergeevna Glazova (Iževsk, 29 agosto 1907 – Leningrado, 16 maggio 1981) è stata un'attrice sovietica.

## Biografia
Nata e cresciuta a Iževsk, nella Russia centro-orientale, prese la passione del teatro dalla madre, attrice dilettante. Quando nel 1923 la famiglia si trasferì a Mosca, Ljudmila frequentò e si laureò nel 1930 nella scuola cinematografica intitolata a Boris Vital'evič Čajkovskij. Nel frattempo, aveva debuttato al cinema nel 1928 con il film Choču byt' lёtčicej.  
Sposata con l'attore Jan Danilovič Burinskij (1901-1982), il successo popolare le giunse nel 1936 con il film Il portiere, diretto da Semёn Timošenko, che divenne il suo secondo marito. Anche il film Ruslan i Ljudmila (1938), tratto da una fiaba di Puškin, fu un grande successo e la vide recitare la parte della protagonista. 
Il suo personale successo si prolungò fino agli anni della guerra, per poi calare bruscamente. La sua stessa vita conobbe una serie di disgrazie: l'unico figlio morì annegato a dodici anni, un suo nipote, figlio della sorella Tamara, intervenuto per difendere una ragazza molestata da un gruppo di teppisti, fu ucciso a coltellate. Anche la sua fine fu tragica, essendo rimasta vittima di un incidente domestico nella sua casa di Leningrado, il 16 maggio 1981. Fu sepolta nel cimitero di Serafimov accanto al marito Timošenko.

## Filmografia parziale
- Choču byt' lёtčicej, 1928
- Nasten'ka Ustinova, 1934
- Borcy, 1936
- Il portiere, 1936
- Ruslan i Ljudmila, 1938
- Aspettami, 1943
- Invasione, 1945
- Nebesnyj tichochod, regia di Semёn Timošenko (1945)
- Čužaja beda, 1960
- Čelovek s buduščim, 1961
- Nol' tri, 1964
- Choču verit', 1965